# Anthony Muñoz
Michael Anthony Muñoz (Ontario, 19 agosto 1959) è un ex giocatore di football americano statunitense indotto nella Pro Football Hall of Fame che ha giocato nel ruolo di offensive tackle per la maggior parte della carriera con i Cincinnati Bengals della National Football League. Dopo aver perso buona parte della stagione 1992 a causa di un infortunio al ginocchio e alle spalle, Muñoz tentò di giocare la sua 14ª stagione coi Tampa Bay Buccaneers ma fu svincolato prima dell'inizio della stagione, decidendo di ritirarsi poco dopo.

## Carriera professionistica
Muñoz fu scelto come terzo assoluto nel Draft NFL 1980 dai Cincinnati Bengals. La sua scelta fu vista come un azzardo dati i suoi problemi al ginocchio e la sua statura e peso limitati. Muñoz invece divenne titolare nella sua stagione da rookie, divenendo un punto fisso come tackle sinistro dei Bengals, andando a diventare uno, se non il migliore, dei più grandi uomini della linea offensiva della storia della NFL. Malgrado la sua storia di infortuni, Muñoz saltò solo 3 gare durante le sue prime dodici stagioni. La sua rigorosa routine di lavoro incluse una sala pesi installata in casa propria e una corsa di 3-4 miglia al giorno. Oltre al suo talento come bloccatore, Anthony Muñoz fu un ricevitore capace, ricevendo 7 palloni per 18 yard e segnando 4 touchdown compreso uno nel 1984 dal rookie mancino, il quarterback Boomer Esiason contro i rivali statali dei Cleveland Browns.
Anthony Muñoz disputò i Super Bowl XVI e XXIII, entrambi perduti contro i San Francisco 49ers di Joe Montana.
Muñoz vinse il premio di miglior uomo della linea offensiva dell'anno nel 1981, 1987 e 1988 e fu premiato dall'Associazione Giocatori della NFL come uomo della linea offensiva dell'anno nel 1981, 1985, 1988 e 1989. La NFL Alumni Association votò Munoz uomo della linea offensiva dell'anno per quattro volte (1987, 1989–1991). All'epoca del suo ritiro, le sue 11 selezioni per il Pro Bowl pareggiarono il record di Tom Mack per il maggior numero per un uomo della linea offensiva, oltre a stabilire il record assoluto per la franchigia dei Bengals. Nel 1994, Muñoz fu inserito nella formazione ideale del 75º anniversario della NFL. Nel 1999, fu classificato al 17º da Sporting News tra i migliori 100 giocatori di tutti i tempi, il primo uomo della linea offensiva. Nel 2010, nella classifica di NFL Network dei migliori giocatori della storia della lega fu classificato al 12º posto, ancora il primo uomo della linea offensiva.

## Palmarès

### Franchigia
- American Football Conference Championship: 2

Cincinnati Bengals: 1981, 1988

### Individuale
- (11) Pro Bowl (1981, 1982, 1983, 1984, 1985, 1986, 1987, 1988, 1989, 1990, 1991)
- (9) First-team All-Pro (1981, 1982, 1983, 1985, 1986, 1987, 1988, 1989 1990)
- (2) Second-team All-Pro (1984, 1991)
- Walter Payton NFL Man of the Year Award (1991)
- PFWA All-Rookie Team - 1980
- Formazione ideale del 75º anniversario della National Football League
- Formazione ideale del 100º anniversario della National Football League
- Formazione ideale della NFL degli anni 1980
- Pro Football Hall of Fame (indotto nel 1998)
- Classificato al #12 tra i migliori cento giocatori di tutti i tempi da NFL.com